# 新家工業前駅
新家工業前駅（あらやこうぎょうまええき）は、石川県江沼郡山中町（現・加賀市山中温泉）上原町に存在した北陸鉄道山中線（加南線）の駅である。1971年（昭和46年）、同線の廃線に伴い廃駅となった。

## 歴史
- 1933年（昭和8年）5月20日：温泉電軌の加賀チエン前駅として開業。
- 時期不明：新上原（しんうわはら）駅に改称。
- 1943年（昭和18年）10月13日：合併により北陸鉄道の駅となる。
- 時期不明：新家工業前駅に改称。
- 1971年（昭和46年）7月11日：加南線全線廃止により廃駅。

## 駅構造
島式ホーム1面2線で、ホームを挟んで道路と反対側の1線は貨物側線であった。

## 廃止後
線路と並行していた県道に取り込まれて歩道となっており、側線があった分だけ幅が広くなっている。

## 隣の駅
北陸鉄道
山中線
新塚谷駅 - 新家工業前駅 - 旭町駅